# 가진 자와 못 가진 자
《가진 자와 못 가진자》(To Have and Have Not)는 1937년에 찰스 스크리브너스 선스에서 출판된 어니스트 헤밍웨이의 장편소설이다. 플로리다 남부에 위치한 키웨스트의 낚싯배 선장인 해리 모건(Harry Morgan)의 이야기를 다루고 있다. 《봄의 분류》(1926)에 이어 미국을 배경으로 한 헤밍웨이의 소설 중 두 번째 작품이다.

## 줄거리
주인공 해리 모건은 대공황 시기, 플로리다의 키웨스트에서 낚싯배를 빌려주는 것을 생업을 삼고 있는 평범한 가장이다. 어느 날 ‘가진 자’인 한 부자가 돈도 주지 않은 채 그의 낚삿배를 가져가버리고 만다. 가족을 부양해야만 했던 해리는 결국 밀항자와 거래하고 살인을 저지르는 등 범죄자가 되고 만다. 온갖 일을 하던 해리는 쿠바 경비대의 총격에 의해 한쪽 팔을 잃고, 미국 관리에게 배까지 압류 당하게 된다. 마지막에 해리는 배를 훔치고 쿠바 혁명조직의 밀항을 돕다가 결국 숨지고 만다.

## 출판
1937년 10월 15일 찰스 스크리브너스 선스에서 초판을 발행하였으며 약 10,000부 가량이 팔렸다.